# Point Walter
Point Walter är en udde i Australien. Den ligger i delstaten Western Australia, nära delstatshuvudstaden Perth.
Runt Point Walter är det mycket tätbefolkat, med 1 754 invånare per kvadratkilometer.. Närmaste större samhälle är Perth, nära Point Walter. 
Runt Point Walter är det i huvudsak tätbebyggt. Genomsnittlig årsnederbörd är 1 018 millimeter. Den regnigaste månaden är maj, med i genomsnitt 176 mm nederbörd, och den torraste är februari, med 9 mm nederbörd.